# 교사의 윤리
교사(敎師)에게는 일반적으로 다음과 같은 윤리(倫理)가 요구된다.

## 교사와 학생간의 윤리

#### 목적으로서의 학생
어린이 시절은 미성숙 시절이기 때문에, 후일을 위한 준비기간으로 보고 그 시절이 희생되는 경우가 많다. 이러한 과오는 어린이를 어른의 축소물로 보는 데서 오는 것이며, 성인이 목적이라면 어린이는 수단이라고 생각하는 데서 오는 것이다. 인간의 존엄성을 거론하면서도 어린이의 본성에 어긋나는 일을 시키고, 그가 할 수 없는 일을 기대하고, 그가 실패하면 정신적·육체적으로 준엄한 벌을 주기도 하는데, 교사는 이런 일을 해서는 안 된다.

#### 개인차의 존중
민주사회의 특징은 개성의 존중에 있다. 그러므로 개성을 최고도로 발전시키는 것은 교수의 임무이다. 학교교육은 자칫하면 이와는 반대로 사람을 어느 틀에 박은 듯이 개성을 말살시키기 쉽다. 교사는 사회적 규범을 벗어나지 않는 범위에서 개개 학생의 개성의 발전을 북돋아주는 데에 관심을 가져야 한다. 어린이를 자기가 그린 어떤 틀에 맞지 않는다고 불량아로 취급하면 안된다. 교과목에는 그 자체에 우열이 없으며, 중요과목에만 노력하기를 바라고, 어느 학생이 자기의 소질에 맞는 방면에 노력하는 것을 저지하고 방해하는 것은 적절하지 않다. 현대사회는 구성원들이 각각 자기의 개성을 살리려고, 그것으로 고도로 분화된 사회에 봉사함으로써 보다 건전한 발달을 이룩할 수 있게 되어 있다. 그러므로, 생각을 달리하고, 취미가 같지 않고, 능력에 차이가 있는 것을 부정적 요소로 보지 말고 오히려 긍정적 요소로 보아야 한다.

#### 공평과 편애
흔히 어버이가 어느 자녀에게만 편애하는 것이 좋지 않듯이, 교사는 어느 아동이나 다같이 사랑해 주고 도와주어야 한다. 하지만, 학교 성적, 성별, 용모, 학부형의 정치적·경제적·사회적 지위가 어린이들을 다루는 데 차별을 초래하기도 하는데, 이는 교권을 해 하는 행위이다.
그러나, 편애를 삼가는 것과 모든 어린이를 똑같이 취급하라는 것과는 같지 않다. 즉, 공평이란 것이 어떤 학생이고 똑같이 취급하라는 것은 아니다. 왜냐하면, 어느 어린이는 교사의 도움이나 사랑이 그다지 필요없는 데 반해서, 다른 어떤 어린이들은 절대적으로 필요하기 때문이다. 즉, 어린이의 필요와 욕구에 따라서 적절한 지도를 하는 것이 교사의 임무이다. 퇴영적인 아동은 친구가 없기 쉬우니 교사가 친구노릇을 해 주고, 친구도 만들어 주는 데 노력해야 한다.

#### 비밀의 엄수
학생들은 부모에게도 알리지 않는 스스로의 비밀을 존중하고 숭배하며, 또, 이를 믿는 교사에게 말한다. 이 비밀은 교사에게만 알려드리는 것이지, 이것이 다른 학생이나 어버이에게까지도 알려지는 것은 싫어한다. 물론 비밀의 성질에 따라 다르겠으나, 학생의 건전한 성장·발달을 위해서나 공공이익을 위해서가 아니면, 이 비밀을 함부로 발표해서는 안 된다. 믿고 말한 비밀이 공개되면 학생은 배신당한 것으로 생각한다. 따라서, 그 학생과 교사와의 인간관계는 부정적으로 변해지기 쉽다. 카운셀링 제도가 있으나, 학생들이 응하기를 꺼리는 가장 큰 이유는 비밀보장에 대한 의심 때문이다. 학생들의 문제는 학습에 관한 것만이 아니라 사회적·정서적 문제도 많다. 그것도 반사회적인 양심에 거리끼는 일인줄 알면서도 어쩔 수 없는 것이기 때문에 친우들이나 어버이에게 알리는 것을 꺼려한다. 교사는 이 방면에 대해 민감하고 또 수양이 되어 있어야 한다.

#### 체벌보다 무서운 벌
옛날에는 교사는 부모를 대신하여 매로 버릇을 가르쳤고, 서당이라면 매를 든 스승을 연상할 정도였다. 오늘날에는 학교내에서의 체벌을 금하고 있으나 실제로는 근절되지 않고 있다. 체벌은 건전한 방법이 아니다. 왜냐하면 체벌을 받은 학생의 마음 속에는 교사가 기대하는 바와는 다른 반발현상이나 위축작용이 일어나기 때문이다. 그러나, 체벌을 폐지한다고 하여 아동들을 벌하는 악풍(惡風)이 없어졌다고는 생각할 수 없다. 말이나 표정, 행동으로 압력을 내릴 길이 얼마든지 남아 있기 때문이다. 전혀 무시해 버리고 인간대접을 해 주지 않는 것은 받는 사람으로 하여금 큰 고통을 준다. 타인 앞에서 모욕을 주고 비웃는 등 가지가지 방법으로 학생을 괴롭혀 기를 죽이는 벌을 받느니보다는 차라리 체벌을 받는 것이 학생들에게는 더 나을 때가 많다.

#### 솔선수범
무릇 지도자는 좋은 본보기를 보여주어야 한다. 교육자는 연소자를 지도하는 사람이기 때문에 솔선수범이 더욱 필요하다. '선생님이 하시는데 어찌 우리가 그대로 있을 수 있느냐'라는 마음의 움직임이 그 교사의 지도력을 강화하는 것이며, 지도를 쉽게 할 수 있는 것이다. 노동뿐만이 아니라 예의범절, 창조적인 연구활동, 레크리에이션 등 모든 원리는 마찬가지이다. 솔선수범없이는 학생들을 지도할 수 없을 뿐만 아니라, '말뿐인 선생님'이라는 낙인이 찍히면 위선자의 대접을 받을 수 있다.

## 교직원 상호간의 윤리

### 교장과의 관계
교장도 교원이나, 기관장으로 교사를 통솔하고 지도할 권리와 의무를 가지고 있기 때문에 교장과 교사들과는 교사 상호간의 관계와는 다른 점이 있다.
교장은 교사들의 인격을 충분히 존경해 주고, 교사의 창조성을 질식시키는 일이 없어야 한다. 교사의 모든 역량을 통합해 학교를 운영하는 것이 이상적이며, 학교행정에 효과를 얻을 수도 있다. 주종관계만을 심하게 따지거나 자기의 공을 세우기 위해서 교사들을 필요 이상으로 혹사해서는 안 된다. 민주적 교장이라면 공(功)은 교사들에게 돌리고 책임은 자기가 져야만 한다. 교사들은 학교에서 일어나는 모든 일을 통할하는 교장의 입장을 이해하고 그를 중심으로 움직여야 한다.

### 교사 상호간의 관계
같은 교사이기 때문에 서로 친밀감을 느끼면서도 여러 가지 비윤리적인 일이 발생할 수 있다. 학생들 앞에서 동료 교사를 비평하거나 자신의 위치를 지키기 위해 학생을 분열시키거나, 자기와 사이가 나쁜 교사의 반이라 하여 그 반의 학생들을 소홀히 취급하거나 하는 등등의 사례가 있을 수 있다. 다른 교사의 영전(榮轉)이나 명예를 방해하거나 손상시키기 위해 중상모략을 하는 행위는 비윤리적이며, 신임교사가 부임하였다고 업신여기거나, 방어하거나 경계하는 풍조는 바람직하지 않다.

## 교사와 시민간의 관계
교사와 학부형간의 관계
자녀들의 교육을 학교에 위탁하는 부모들은 학교에서 어떠한 일이 벌어지고 있는가를 궁금해한다. 따라서, 평상시 수업과 다른 일이 생기면 곧 알려주어야 한다. 집에 일찍 보내는 경우, 임시휴일의 경우라도 그 사유를 밝혀야 불평이 없어진다. 또, 학부형의 권력이나 금력에 교권이 침해받지 않도록 주의해야 한다.
일반사회인과의 관계
일반적으로 교사에 대한 사회인의 기대는 윤리면이 가장 크다. 지식전달의 기대는 다음의 문제이다. 일반시민에게는 허용되는 행위가 교사에게는 금지되거나 제한되는 경우가 많다. 교사는 그가 봉사하는 지역사회의 관습을 잘 인식하고, 거기에 어긋나는 일이 없어야 한다. 교사는 또 윤리적으로 그 지역사회의 모델이 될 뿐만 아니라, 문화의 전달자로서, 나아가서는 문화의 창조자로서의 인적자원으로서 그 지역사회에 봉사해야 한다. 현대 학교는 지역사회학교를 지향하여 나가고 있으며, 학교가 지역사회 센터로서의 역할을 수행하기 위해서는 교사들의 준비가 필요하다.

## 교직에 대한 윤리
교사는 교직에 대해 긍지를 가져야 한다. 교직은 물질적 보수는 적은 곳이지만, 학생의 천부의 자질을 최고도로 발전시키는 책무를 가졌다는 데에 큰 의의가 있다. 배경을 이용하여 영전운동을 하거나 금력으로 매수를 하는 행위, 교과서 채택을 싸고 일어나는 흥정, 연구물의 표절이나 복사, 또, 교직을 적당한 직장이 생길 때까지의 임시 거처로 이용하는 일 등은 본인과 학생을 희생시키는 행위로, 바람직하지 못하다. 교직은 인간이 자라는 것을 보고 기뻐하고, 그를 도와주는 것을 사명으로 여기는 사람들이 일하는 곳이다. 여기에는 물질로 계산할 수 없는 보수가 있다고도 한다.

## 윤리 강령
대한민국의 '대한교련'에서는 1958년 학생, 가정, 사회, 교직, 교양에 대한 교사로서의 행동과 마음가짐을 규정한 〈교원윤리강령(敎員倫理綱領)〉을 발표하였다. 대한교련은 1982년에는 새로운 교원의 스승상과 각오를 담은 〈사도헌장〉과 〈사도강령〉을 발표하였다.